# 小峯力
小峯 力（こみね つとむ、1963年8月25日 - ）は、日本の救急救命学者。 専攻はスポーツ医科学。

## 来歴
横浜市出身。1986年に日本体育大学体育学部を卒業し、引きつづき同大学大学院に進む。修士課程を修了して、体育学修士号を取得した。1987年にオーストラリアでライフセービング・イグザミナー（検定官）を取得し、これが日本で初のライフセービング指導者認定であったとされる。
大学院修了後、日本体育大学大学院助手となる。このほか、東京大学医学部看護学校や横浜市スポーツ医科学センターの講師も務めた。
2004年、流通経済大学社会学部助教授に就任する。以後、スポーツ健康科学部准教授（2007年）を経て2010年にスポーツ健康科学部教授に昇格した（2012年より大学院スポーツ健康科学研究科教授）。
2014年、中央大学理工学部教授に転任する（大学院博士（前期課程）教授も兼ねる）。同年、国士舘大学大学院救急システム研究科（救急救命学専攻）博士課程に入学し、2016年に修了して博士（救急救命学）を取得した。同年より中央大学大学院博士（後期課程）教授を兼ねる。
学外では公益財団法人日本ライフセービング協会理事長、日本救護救急学会副会長、日本海洋人間学会副会長、海上保安庁アドバイザー等を歴任した。